# Cafè Blue Mountain

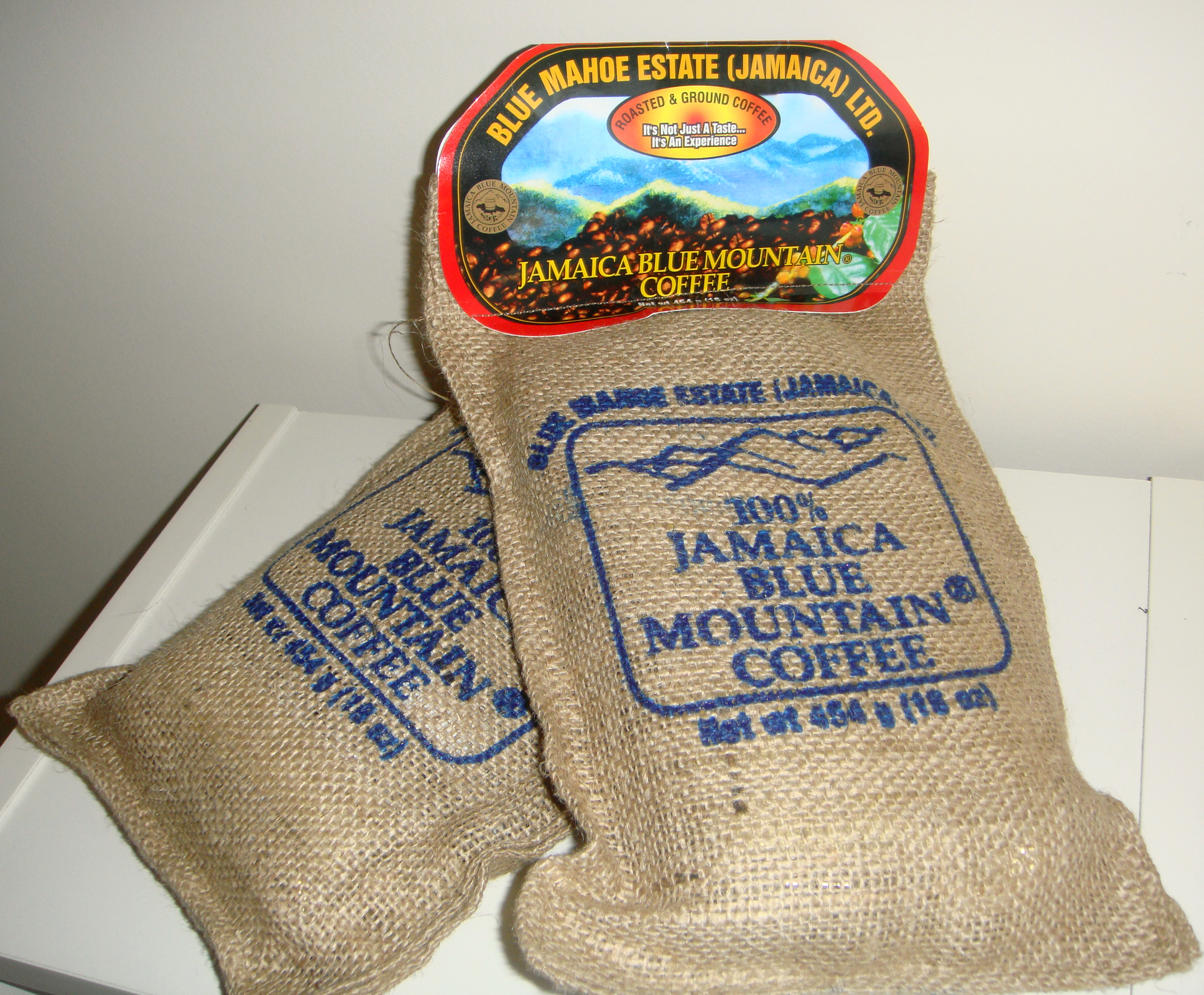
Cafè Blue Mountain de Jamaica empaquetat.

El Cafè Blue Mountain de Jamaica és una classe de cafè que es cultiva a les Blue Mountains de Jamaica. Els millors lots del cafè Blue Mountain es distingeixen pel seu sabor suau i manca d'amargor. És un tipus de cafè molt car i molt buscat; un 80% del cafè Blue Mountain de Jamaica s'exporta al Japó. A més les llavors d'aquest tipus de cafè són la base del licor de cafè Tia Maria.
El Blue Mountain està protegit arreu del món per ser una marca certificada. El seu cultiu està monitorejat per l'organisme oficial Coffee Industry Board de Jamaica.
Les seves plantacions es troben entre Kingston al sud i Port Antonio al nord. Es cultiven fins als 2.300 metres d'altitud. El clima d'aquesta zona és fresc, boirós i molt plujós. El sòl és ric amb excel·lent drenatge. Aquesta combinació de sòl i clima es considera ideal pel cultiu del cafè.

## Classificacions del cafè Blue Mountain
Els factors per la classificació són la mida, aparença i defectes permesos. Hi ha cinc classificacions:
- Blue Mountain No. 1 - 96% de les llavors han de tenir una mida de 17/20. No més del 2% de les llavors han de tenir defectes significatius.

- Blue Mountain No. 2 - 96% de les llavors han de tenir una mida de 16/17. No més del 2% de les llavors han de tenir defectes significatius.

- Blue Mountain No. 3 - 96% de les llavors han de tenir una mida de 15/16. No més del 2% de les llavors han de tenir defectes significatius.

- Blue Mountain Peaberry - 96% de les llavors han de ser peaberry. No més del 2% de les llavors han de tenir defectes significatius.

- Blue Mountain Triage - Conté mides de llavors d'altres classificacions prèvies. No més del 4% de les llavors han de tenir defectes significatius.